# Arnaldo Tabayá
Arnaldo Tabayá, pseudônimo literário de Miguel Pereira da Motta Filho (Rio de Janeiro, 6 de julho de 1901 — Rio de Janeiro, 12 de abril de 1937) foi um escritor e médico brasileiro, autor do romance Badu (1932), vencedor de prêmio de romance da Academia Brasileira de Letras.